# Arieș
De Arieș (Hongaars: Aranyos) is een rivier in het westen van Roemenië. De rivier heeft een lengte van 166 km en stroomgebied van 3005 km². De Arieș ontspringt in het Bihorgebergte en mondt uit in de Mureș.
De Arieș ontstaat even ten westen van Câmpeni uit de samenvloeiing van de Grote Arieș (Arieșul Mare) en de Kleine Arieș (Arieșul Mic). De Grote Arieș, de noordelijke bronrivier, ontspringt bij de Vârtoppas en passeert al snel het plaatsje Arieșeni, dat naar de Arieș is genoemd. De Kleine Arieș heeft haar bron aan de voet van de Cucurbăta Mare, de hoogste berg van de Apusenen.
Op haar loop naar het oosten verlaat Arieș het Bihorgebergte en scheidt het twee andere deelgebergten van de Apusenen van elkaar: het Gilăugebergte in het noorden en het Zevenburgs Ertsgebergte in het zuiden. Bij Turda, de voornaamste stad aan de rivier, bereikt de Arieș het Zevenburgs Plateau. De monding in de Mureș bevindt zich ten westen van Luduș.
De rivier dankt haar naam aan de goudwinning: Arieș is ontleend aan het Hongaarse Aranyos, waarin arany goud betekent. Naar de mijnbouw verwijst ook de naam van Baia de Arieș aan de middenloop van de rivier, waar de goudmijn inmiddels gesloten is. In het stroomgebied van de Arieș ligt ook Roșia Montană, waar de goudwinning nog steeds actueel is.